# フランツ・フリーデル
フランツ・フリーデル（本名：相場フランツ (あいば フランツ)、1943年2月21日 - 2006年6月8日）は、日本の歌手。ドイツハンブルク出身。渡辺プロダクションに所属していた。

## 来歴
ドイツ人の父と日本人の母の間に生まれる。1958年にドイツから来日し、1960年、ロカビリー歌手として本格的にデビュー。1961年に、ポール・アンカのカバー曲「電話でキッス」がヒット。ロカビリーブームのなか、その歌唱力と端正なマスクで人気を博した。
ジャッキー吉川とブルー・コメッツの兄弟バンドであった「ブルー・ファイア」のリーダーとしても活動、ブルー・コメッツとはレコードなどで共演歴がある。
楽曲には、「フランツ・フリーデルとブルー・ファイア」「津川晃」名義でリリースされたものもある。
晩年は糖尿病等幾つかの持病と闘いながら、銀座を拠点に最後まで歌手活動を行った。2006年6月8日、東京都内の病院で死去。

## ディスコグラフィー

### シングル
特記なき楽曲はフランツ・フリーデル（Franz Friedel）名義
- 『愛の子守歌』 (Luiiaby of Love) (1961年、SEB-32：キングレコード)
- 『電話でキッス』 (1962年、SEB-36：キングレコード) 作詞：レナード・ウィトカップ/作曲：アール・ウィルソン

c/w『シンデレラ』
- 『嵐を呼ぶ恋』 (EB-7046：キングレコード)
- 『さらばふるさと』 (EB-7051：キングレコード) ドイツ民謡/訳詞
- 『ラ・パロマ・ツイスト』 (EB-7109：キングレコード) 編曲：宮川泰
- 『青春に恋しよう』 (1965年)
- 『ドゥ・ユー・ノウ』(1966年、LL-10003-JC：CBSコロムビア) 作詞：湯川れい子/作曲：小田啓義

c/w『マリナによせて』 作詞：Hooser Herbert M/作曲：小田啓義
- 『夕陽のはてに』(1967年9月10日、CBSコロムビア) 作詞：橋本淳/作曲：すぎやまこういち (フランツ・フリーデルとブルー・ファイア名義)

c/w『恋はやさしい』 作詞：橋本淳/作曲：野島美樹
- 『心がさむい』 (1969年7月、エキスプレス) (津川晃名義)

c/w『しあわせの涙』
- 『五月のバラ』 (1970年4月、EP-1213：エキスプレス) 作詞：なかにし礼/作曲・編曲：川口真 (津川晃名義)

c/w『愛の嵐』作詞：なかにし礼/作曲・編曲：川口真
- 『ドゥ・ユー・ノウ』 (1973年、Fairy Records) - 再録音、作詞：湯川れい子/作曲：小田啓義

c/w『SEVEN NIGHTS』 (マリナによせて) 作曲：小田啓義
- 『絆』 (1980年、FN-0001：FNRTレコード) 作詞・作曲：さとう・のと
- 『別れたあとで』
- 『たまらなく淋しい』
- 『黄昏のビギン』 (2005年、CRCN-944：日本クラウン) 作詞：永六輔/作曲：中村八大

c/w『黒い花びら』作詞:永六輔/作曲:中村八大

### アルバム
- 『フランツ・フリーデル/ポピュラーを唄う』 (DR-1502：大映レコード)
- 『別離 フランツ・フリーデル』 (1974年頃、E4137)

## 映画出演
- 自動車泥棒（1964年、監督：和田嘉訓 東宝 アントニオ役）
- 若い野ばら（1965年、監督：宮崎守 松竹 栗林役）